# The Angel
The Angel is een Israëlisch-Amerikaanse biografische spionage-thriller uit 2018, geregisseerd door Ariel Vromen. De film is gebaseerd op het non-fictieboek The Angel: The Egyptian Spy Who Saved Israel van Uri Bar-Joseph. De distributierechten van de film werden verworven door Netflix.

## Verhaal
De film vertelt het waargebeurde verhaal uit 1973 over Ashraf Marvan, de schoonzoon van de Egyptische oud-president Gamal Abdel Nasser en speciale adviseur van zijn opvolger Anwar Sadat die Egyptische staatsgeheimen en oorlogsplannen doorspeelt aan de Israëlisch geheime dienst Mossad over een mogelijke nieuwe oorlog met Israël.

## Rolverdeling
| Acteur           | Personage          |
| ---------------- | ------------------ |
| Marwan Kenzari   | Ashraf Marwan      |
| Toby Kebbell     | Danny Ben Aroya    |
| Sasson Gabai     | Anwar Sadat        |
| Waleed Zuaiter   | Gamal Abdel Nasser |
| Hannah Ware      | Diana Ellis        |
| Ori Pfeffer      | Zvi Zamir          |
| Maisa Abd Elhadi | Mona Marwan        |